# Robert Renwick
Robert Renwick (Dubai, 21 luglio 1988) è un ex nuotatore britannico.
Specializzato nello stile libero, ha stabilito con la staffetta britannica il record europeo della 4x200 m sl ai mondiali in vasca corta 2008 di Manchester.

## Palmarès
- Giochi olimpici

Rio de Janeiro 2016: argento nella 4x200m sl.
- Mondiali

Kazan 2015: oro nella 4x200m sl.
- Mondiali in vasca corta

Manchester 2008: argento nella 4x200m sl e bronzo nei 400m sl.
- Europei

Londra 2016: oro nella 4x100m misti.
- Giochi del Commonwealth

Melbourne 2006: argento nella 4x200m sl.
Delhi 2010: oro nei 200m sl e argento nella 4x200m sl.
Glasgow 2014: argento nella 4x200m sl.